# 圣塞加勒
圣塞加勒（法語：Saint-Ségal，法語發音：[sɛ̃ seɡal]）是法国菲尼斯泰尔省的一个市镇，位于该省中部，属于沙托兰区。

## 地理
圣塞加勒（48°14'28"N, 4°4'2"W）面积16.2 平方千米，位于法国布列塔尼大區菲尼斯泰尔省，该省份为法国最西部的省份，位于布列塔尼半岛西部，北西南三面环大西洋，东临阿摩尔滨海省和莫尔比昂省。
与圣塞加勒接壤的市镇（或旧市镇、城区）包括：沙托兰、洛佩雷克、普莱邦、洛奈港、蓬德比莱基梅尔。

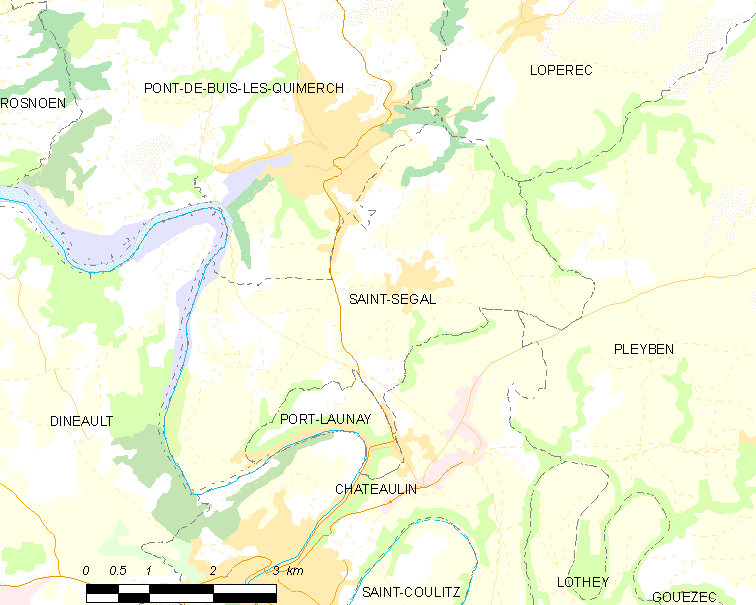
圣塞加勒的OSM定位图

圣塞加勒的时区为UTC+01:00、UTC+02:00（夏令时）。

## 行政
圣塞加勒的邮政编码为29590，INSEE市镇编码为29263。

## 政治
圣塞加勒所属的省级选区为蓬德比莱基梅尔县。

## 人口

1962-2008年间圣塞加勒人口变化图示

圣塞加勒于2022年1月1日时的人口数量为1183人。